# Svartvit kejsarduva
Svartvit kejsarduva (Ducula bicolor) är en fågel i familjen duvor inom ordningen duvfåglar. Arten är vida spridd i Sydostasien. Den minskar i antal men beståndet ändå vara livskraftigt.

## Utseende och läte
Svartvit kejsarduva är en 35–42 cm lång duva. Den är i stort vit, med varierande mängd gul anstrykning. Handpennor, handpennetäckare, yttre armpennor och stjärtfjädrar är svarta. Lätena är varierade, med bland annat låga, utdragna "rruuu" och högljudda, djupa och klagande ljud.

## Utbredning och systematik
Svartvit kejsarduva behandlas antingen som monotypisk eller delas in i två underarter med följande utbredning:
- bicolor – förekommer utbrett i Sydostasien och malajiska arkipelagen
- melanura – förekommer på Moluckerna, Tanimbaröarna och Kaiöarna

Svartvit kejsarduva är nära släkt med vit kejsarduva (Ducula luctuosa), australisk kejsarduva (D. spilorrhoa) och gräddfärgad kejsarduva (D. subflavescens), och artgränserna dem emellan är inte helt klarlagda. Taxonet melanura verkar förekomma sympatriskt i Moluckerna och Kaiöarna, vilket skulle kunna tyda på att de är två olika arter. Andra bedömer dock att den utgör en färgmorf.

## Levnadssätt
Svartvit kejsarduva bebor kustnära skogar på små utliggande öar. Den gör endast tillfälliga besök på fastlandet eller större öar för födosök och nattkvist. Fågeln ses ofta sitta högt upp på kala grenar eller på kraft- eller telefonledningar, ofta i flockar om tio fåglar eller fler.

## Status och hot
Arten har ett stort utbredningsområde och en stor population, men tros minska i antal, dock inte tillräckligt kraftigt för att den ska betraktas som hotad. Internationella naturvårdsunionen IUCN kategoriserar därför arten som livskraftig (LC).